# Alphonse Baude
Pour les articles homonymes, voir Baude.
Alphonse Frédéric Louis Baude est un ingénieur des ponts et chaussées français, inspecteur général des ponts et chaussées, né à Tournon-sur-Rhône le 25 vendémiaire an XIII (17 octobre 1804, et mort à Boissettes le 1er janvier 1885 . 

## Biographie
Allphonse Baude est le fils de Pierre Baude, alors sous-préfet à Tournon, et d'Anne Adèle Roussel.
Il a fait des études classiques brillantes et est entré à l'École polytechnique en 1822 et en sort dans les premiers rangs pour suivre les cours de l'École des ponts et chaussées.
Il a fait ses débuts dans l'arrondissement de Neufchâtel en 1827, puis dans celui de Tours, en 1828. Il est nommé ingénieur ordinaire des ponts et chaussées à Paris le 1er novembre 1830 où il a participé à l'élargissement du pont de Saint-Cloud. Il est nommé en 1840 ingénieur en chef des ponts et chaussées.
Le 19 novembre 1846, il est désigné pour faire le contrôle des chemins de fer de Paris à Saint-Germain-en-Laye et de Paris à Versailles (rive droite et rive gauche), de Paris à Sceaux, de Paris à Orléans et de Paris à Rouen. Il a alors continué sa carrière d'ingénieur dans les chemins de fer. 
En décembre 1847, il est chargé par le gouvernement de la construction du chemin de fer de Versailles à Chartres et de son raccordement à la ligne de Paris à Versailles-rive gauche. Il a construit, au service de l'État, la première gare de Montparnasse qui a remplacé l'ancienne gare de la ligne de Versailles rive gauche pour être l'origine de la ligne de Paris à Brest. Il est chargé des études de la ligne de chemin de fer de ceinture de Paris.
En juin 1852, le gouvernement lui donne un congé illimité avec l'autorisation d'entrer comme directeur de la construction de la ligne de chemin de fer concédée de Paris à Rennes. Le 12 février 1854 il inaugure la section du chemin de fer de l'ouest comprise entre la Loupe et Nogent-le-Rotrou avec M. Dubois, conseiller d'état et directeur général des chemins de fer. 
De 1855, au moment de la fusion de la première compagnie de l'Ouest et celle de Saint-Germain, de Rouen et de Cherbourg, il devient directeur de la construction de la nouvelle Compagnie des chemins de fer de l'Ouest et le reste jusqu'en août 1857, peu après avoir été nommé inspecteur général des ponts et chaussées, en juin 1857. Il a fait les études des différentes lignes qui se sont ajoutées au réseau. Il a fait poser la voie et construire les gares de la ligne de Chartres à Rennes. L'ouverture de la ligne de Chartres à Rouen a été effectuée en mai 1857.
Il revient au service de l'État, mais le quitte à nouveau en juin 1859 pour entrer à la Compagnie des chemins de fer de l'Est en qualité d'administrateur membre du comité de direction de cette compagnie. Il a travaillé dans cette compagnie jusqu'à son décès.  Il est nommé vice-président du Conseil en 1873, et en est président en 1882.
C'est sur les conseils de son ami le baron Baude qu'Amicie Lebaudy née Piou (1847-1917) veuve de Jules Lebaudy financera le Phare de Kéréon en Bretagne qui porte le nom de son grand oncle enseigne de vaisseau guillotiné à dix-neuf ans sous la Terreur.  
Il a été membre de la Société d'encouragement pour l'industrie nationale à partir de 1846 avant d'être élu vice-président.
Il a été inhumé au cimetière Montmartre, et transféré au cimetière du Montparnasse, où reposent d'autres membres de sa famille.

## Famille
- Jean-Joseph Baude (1728-1811), docteur en droit, Second président du conseil supérieur de la Corse entre 1774 et 1789[4], marié en 1758 avec Gabrielle-Françoise Bouveron (1732-1816), fille de Pierre Bouveron (1692-1741) et de Gabrielle Chèze (1697-1741) :
  - Pierre Joseph Marie Baude (1763-1840), baron d'Empire par le décret du 4 août 1810, préfet du Tarn (1809-1814) et préfet de l'Ain pendant les Cent-Jours, s'est marié 9 mai 1791 avec Anne Adélaïde Rousset (1773-1855) :
    - Jean-Jacques Baude (1792-1862) marié à Marie Esther Létoublon (1805-1893)
      - Pierre Jacques Elphège Baude (1826-1871), marié en 1851 avec Anne Adèle Bergon (1827-1877)
        - Pierre Jacques Alphonse Marie Baude (1862-1911) marié en 1889 avec Louise Marie Sidoine Piscatory de Vaufreland (1868-1966)
        - Jeanne Baude (1860-1933) mariée en 1882 avec René Frémy (1851-1919)
          - Elphège Jean René Bertrand Frémy (1883-1966) marié en 1913 avec Marthe de Foucault (1889-1976)
            - Raymond Frémy (1919-1996), contre-amiral, marié avec Yvonne Rivolta (1917-1980)

          - Raymond Frémy (1884-1914), mort pour la France

      - Georges Napoléon Baude (1830-1887)[5], ambassadeur de France, marié en 1863 avec Marie Adélaïde Paule Josèphe de Nompère de Champagny de Cadore

    - Alphonse Frédéric Louis Baude (1804-1885)[6] marié en 1832 avec Louise Caroline Fouques Duparc (1809-1876), fille de Louis Benoît Fouques Duparc (1772-1838), directeur des travaux du port de Cherbourg, et de Catherine Louise Charlotte Le Tellier (fille de Louis Gaspard Le Tellier, premier valet de chambre du roi tué le 10 août 1792 et petite-fille de l'architecte Louis Le Tellier), veuf il épouse en 2es noces  Thérèse-Emma-Florentine Fozembas le 28 juillet 1877 à Paris 8e, laquelle sera inhumée à Bordeaux le 2 août 1887[7]:
      - Pierre Baude (1833-1900)
      - Gaston Baude (1836-1858)

## Publications

### Annales des ponts et chaussées
- Note sur la fondation du pont de Saint-Maur, sur le bras principal de la Marne, dans Annales des ponts et chaussées. Mémoires et documents relatifs à l'art des constructions et au service de l'ingénieur, 1er semestre 1840, p. 364-368 (lire en ligne)
- Note sur la réparation du pont suspendu de Suresnes, sur la Seine, après l'accident provoqué par la première épreuve, dans Annales des ponts et chaussées. Mémoires et documents relatifs à l'art des constructions et au service de l'ingénieur, 1er semestre 1842, p. 394-399 (lire en ligne)
- Note sur les chemins de fer hollandais, dans Annales des ponts et chaussées. Mémoires et documents relatifs à l'art des constructions et au service de l'ingénieur, 2e semestre 1842, p. 384-393 (lire en ligne), planche 35 (voir)
- De la détente fixe de la vapeur dans les machines locomotives, dans Annales des ponts et chaussées. Mémoires et documents relatifs à l'art des constructions et au service de l'ingénieur, 2e semestre 1844, p. 69-88 (lire en ligne)
- Commission composée de MM. Baude, Bineau, Lechatellier, et Combes rapporteur, Rapport sur la locomotive à détente variable la « Mulhouse », sortant des ateliers de M. J.-J. Meyer, dans Annales des ponts et chaussées. Mémoires et documents relatifs à l'art des constructions et au service de l'ingénieur, 2e semestre 1844, p. 133-177 (lire en ligne)
- Commission composée de MM. Cordier, Kermaingant, Baude, Frimot, Lamé, Rapport adressé à M. le ministre des travaux publics par la commission spéciale chargée de rechercher les mesures de sûreté applicables aux chemins de fer, dans Annales des ponts et chaussées. Mémoires et documents relatifs à l'art des constructions et au service de l'ingénieur, 2e semestre 1846, p. 261-315 (lire en ligne)
- Rapport sur le régulateur de M. Ibry, dans Annales des ponts et chaussées. Mémoires et documents relatifs à l'art des constructions et au service de l'ingénieur, 1er semestre 1847, p. 200-204 (lire en ligne)
- Cylindrage des chaussées en empierrement, rapport fait au nom du comité des arts mécaniques à la Société d'encouragement pour l'industrie nationale sur le rouleau-compresseur de MM. Regnault et Bouilliant, Annales des ponts et chaussées 1854 pages 95 à 101. Mémoires et documents - Google Books

### Bulletin de la Société d'Encouragement pour l'Industrie Nationale
- « Note sur les perceptions prélevées au profit de l'État sur les chemins de fer », Bulletin de la Société d'Encouragement pour l'Industrie Nationale, vol. tome 19, no 71e année, 2e série,‎ 1872, p. 188-191 (lire en ligne, consulté le 17 mars 2017)
- Des chemins de fer d'intérêt local, dans Bulletin de la Société d'Encouragement pour l'Industrie Nationale, 1873, 72e année, 2e série, tome 20, p. 17-23 (lire en ligne)
- Les chemins de fer pendant la guerre de 1870 et 1871, dans Bulletin de la Société d'Encouragement pour l'Industrie Nationale, 1873, 72e année, 2e série, tome 20, p. 188-202 (lire en ligne)
- Sur les fondations du nouvel opéra, dans Bulletin de la Société d'Encouragement pour l'Industrie Nationale, 1875, 74e année, 3e série, tome 2, p. 498-510 (lire en ligne)

## Distinctions
- Chevalier de la Légion d'honneur, le 29 avril 1836.
- Officier de la Légion d'honneur, le 2 mai 1849[6].